# Stazione di Kami
La stazione di Kami (加美駅?, Kami-eki) è una stazione ferroviaria situata nel quartiere di Hirano-ku a Osaka, sulla linea principale Kansai (linea Yamatoji), in Giappone. La stazione è vicino a quella di Shin-Kami sulla linea Ōsaka Higashi, ma le due non sono direttamente collegate, ed è quindi necessario l'acquisto di un nuovo biglietto per effettuare l'interscambio.

## Linee

### Treni
- JR West
  - ■ Linea Yamatoji

## Caratteristiche
La stazione ha una banchina a isola e una laterale serventi due binari passanti
| 1 | ■ Linea Yamatoji | per Ōji, Nara e Takada               |
| 2 | ■ Linea Yamatoji | per Tennōji, Shin-Imamiya e Namba JR |

## Stazioni adiacenti
| «                                 | Servizio       | »              |
| Linea Yamatoji                    | Linea Yamatoji | Linea Yamatoji |
| --------------------------------- | -------------- | -------------- |
| Hirano                            | Locale         | Kyūhōji        |
| Tutti gli altri treni non fermano |                |                |